# Ràdio Arrels
Ràdio Arrels és una emissora de ràdio de Catalunya Nord, nascuda el 1981, que emet en català. La ràdio, una emanació de l'associació cultural Arrels, funciona diàriament amb cinc assalariats i uns trenta voluntaris regulars.
Ràdio Arrels, d'ençà de la seva creació, s'ha mantingut amb un estatut de ràdio associativa renunciant als recursos publicitaris. Emet únicament en llengua catalana amb una programació musical que la situa al capdavant de totes les emissores dels Països Catalans pel que fa a la difusió diària de música catalana.

## Història
Ràdio Arrels va començar a emetre el 28 de maig del 1981, en el context de la primavera francesa de les emissores lliures. Des d'un pis particular del barri de Sant Jaume de Perpinyà, els iniciadors de la ràdio tenien la voluntat de contribuir a la recuperació lingüística, social, cultural i nacional de Catalunya Nord.

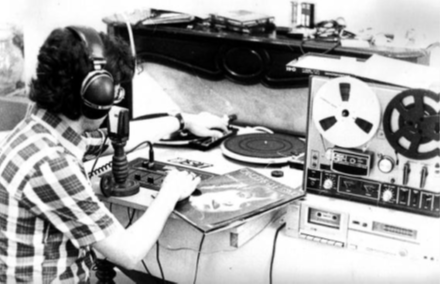
Antic estudi Arrels

La primera autorització d'emetre és del 20 de desembre del 1983. Les respectives instàncies de regulació de la República Francesa: Haute Autorité de l'audiovisuel, C.N.C.L., el Conseil supérieur de l'audiovisuel i actualment l'Arcom sempre han renovat les autoritzacions. Ràdio Arrels va ésser en un primer moment una ràdio pirata i després una ràdio lliure, ara té l'estatut de ràdio local privada associativa.
El primer estudi es va instal·lar a la plaça del Puig, al nucli antic de Perpinyà. Des del juliol de 1981 fins a la tardor de 1985 l'estudi és al poble de Cànoes. A partir de 1985 els estudis es van instal·lar a la seu del Centre Cultural Català de Perpinyà, ubicat al carrer Gran de la Moneda, 13 bis.

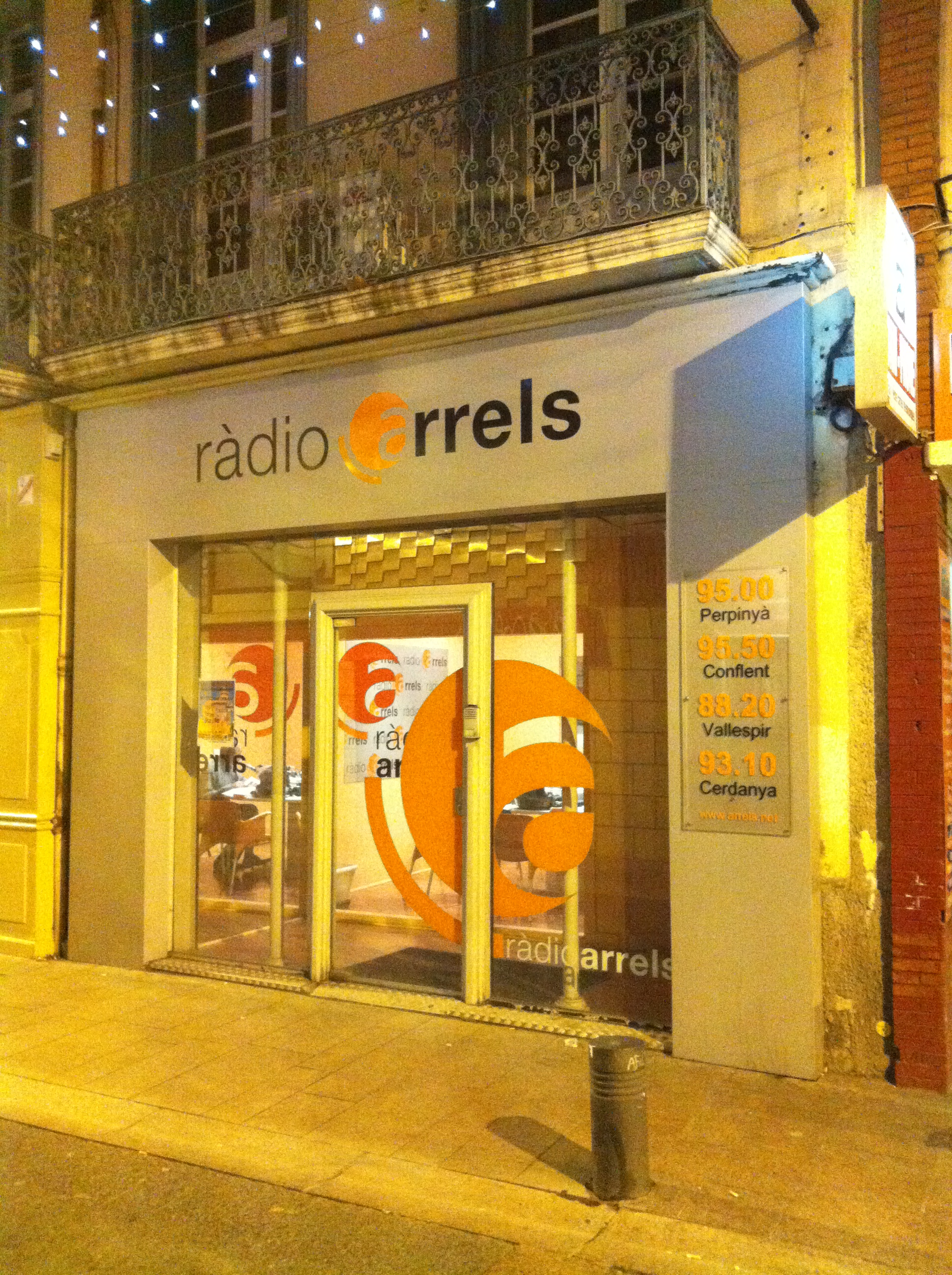
Seu de la Ràdio, carrer dels Agustins Perpinyà

Durant l'estiu del 2003 la ràdio es va traslladar a uns nous locals del carrer dels Agustins situat al centre de Perpinyà. Aquest canvi va representar un pas endavant molt important, ja que els estudis es trobaven en una planta baixa d'un carrer cèntric a la vista dels vianants. Eren més assequibles i funcionals pels usuaris i convidats. Representava un avantatge de visibilitat i va permetre a la ràdio convertir-se en un mitjà de referència informativa a Catalunya Nord, amb un arxiu de 27.000 entrevistes.
L'any 2013, Ràdio Arrels va obrir dos nous estudis de producció a Ceret (Vallespir) i Prada (Conflent) amb la ferma voluntat d'apostar per una comunicació local i de ser a prop dels ciutadans, fugint de tot centralisme. D'aquests dos estudis, el que més s'ha desenvolupat fins ara és el de Prada que, gràcies al suport del Casal del Conflent, produeix el programa diari Aires del Conflent, que el 2024 ha estat guardonat amb el Premi Ateneus de Comunicació Associativa.

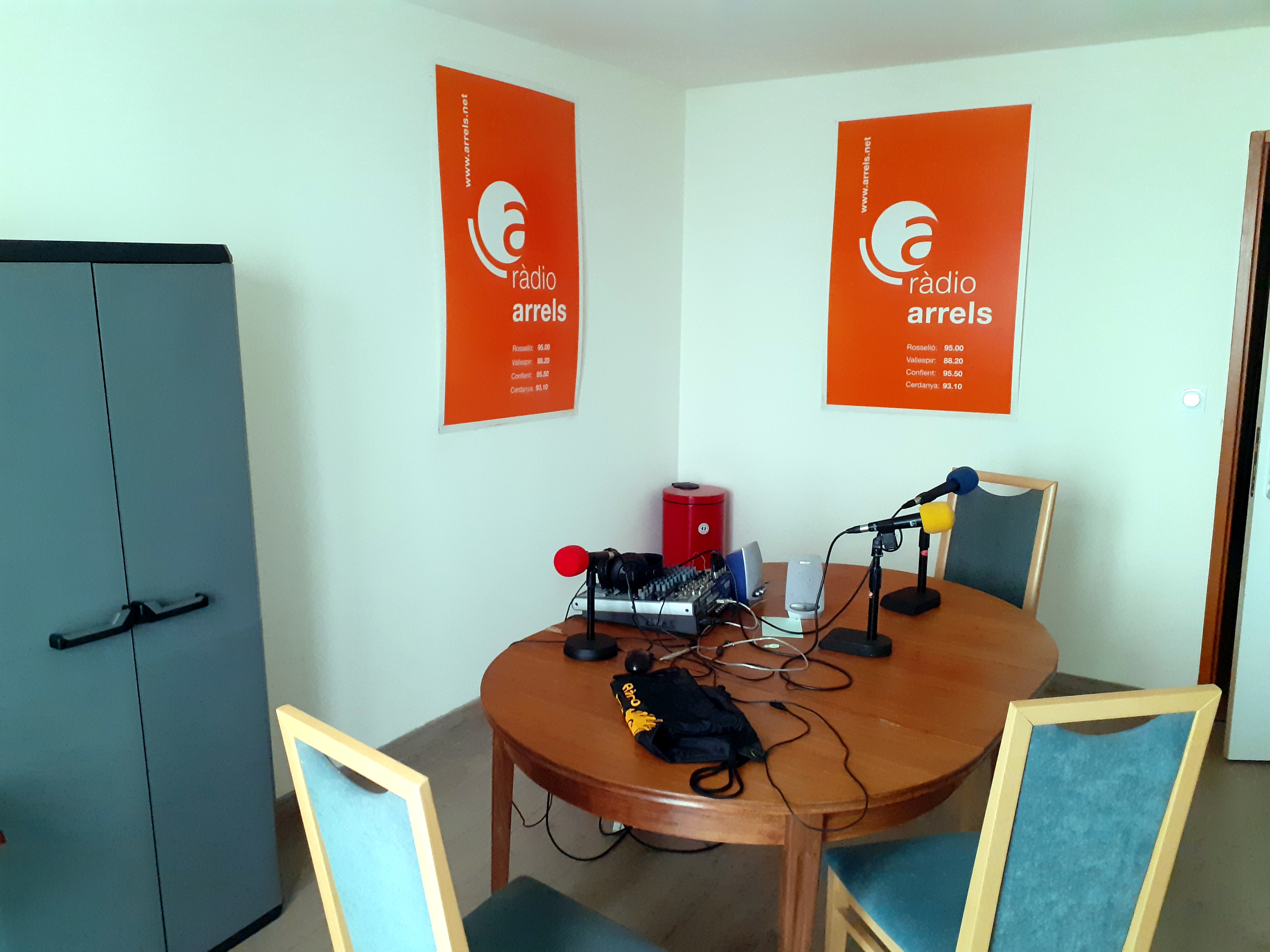
Estudi Ràdio Arrels a Prada

L'any 2023, Ràdio Arrels abandona els estudis de Perpinyà i es trasllada al Soler. Al centre d'aquesta vila rossellonesa, va instal·lar els seus estudis dins un espai col·laboratiu que agrupa diverses entitats i empreses culturals de la zona. Aquí es va apostar per una nova organització integrant l'estudi dins de la redacció (un model que fan servir alguns mitjans anglosaxons i francesos).

Actualment l'emissora aposta per treballar conjuntament amb les entitats locals, conscients que són un element clau de la vida social i cultural del país. La fortalesa de Ràdio Arrels afecta positivament aquestes entitats, servint com a vertebradors de la vida associativa a Catalunya Nord i com a altaveu de les activitats que s'hi organitzen.

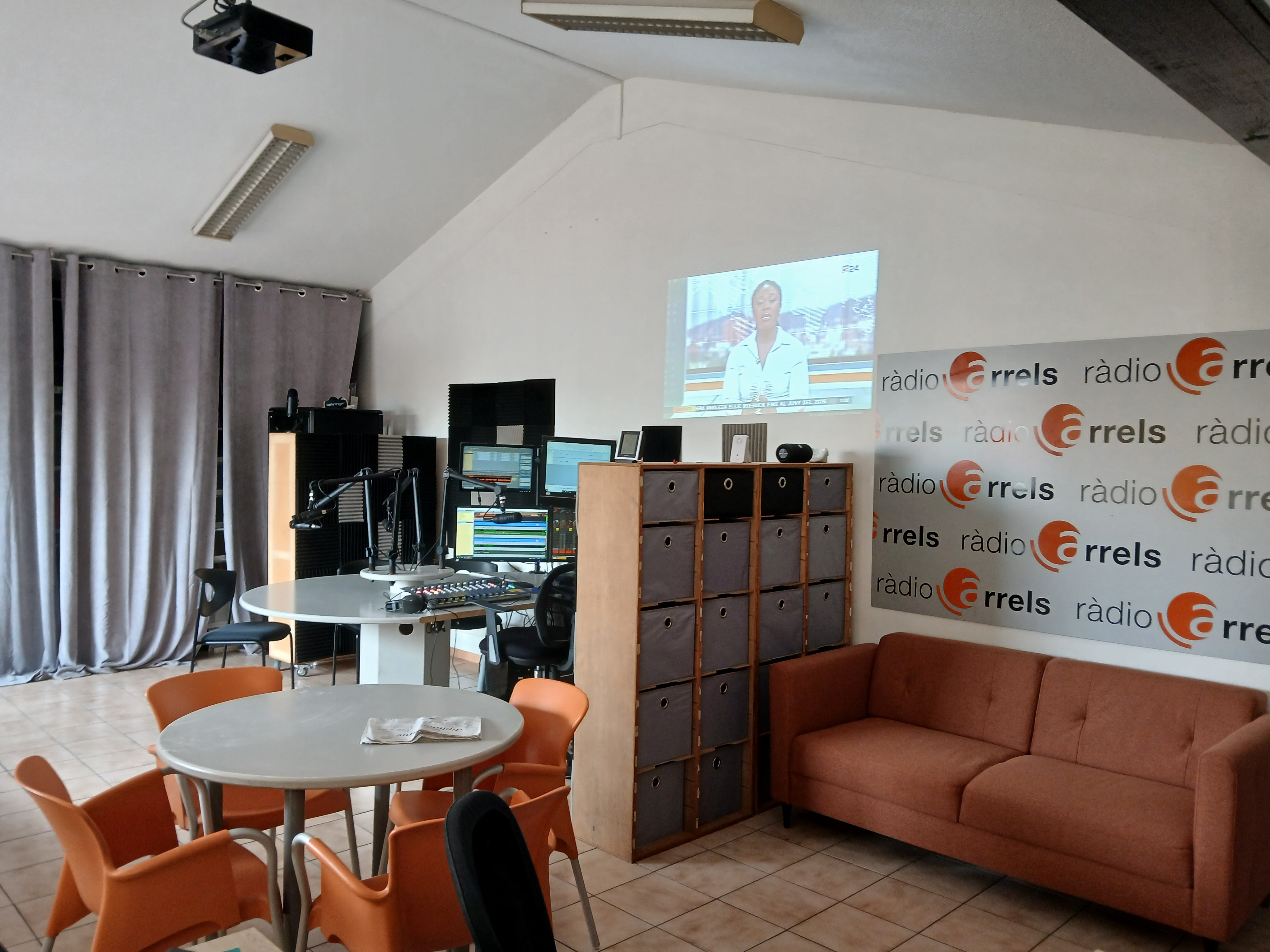
Estudi de la Ràdio al Soler

A més, Ràdio Arrels també vol consolidar la seva oferta amb pòdcasts i continguts a la carta, adaptant-se a les noves necessitats de l'audiència i cercant un públic més jove que rarament escoltarà l'FM. En aquest sentit, Ràdio Arrels ha presentat a finals d'aquest 2024 Catacric-Catacrac, un pòdcast de contes infantils, produït amb el suport de les Escoles Arrels i que pretén oferir als mainatges un producte d'oci de qualitat, en català i sense pantalles.
Ràdio Arrels té un paper important, en la dignificació de la llengua catalana. Centenars de persones s'expressen anualment en català a la ràdio i entre elles batlles, polítics, responsables socials i econòmics, artistes i esportistes. Per tant, la funció de la ràdio és a la vegada pedagògica, informativa, formativa, divulgativa dels valors identitaris, socials, culturals i nacionals catalans, així com de divertiment.

## Finançament
No sent una ràdio comercial, Ràdio Arrels té menester, per mantenir i desenvolupar les seves activitats, de subvencions i d'ajuts exteriors, ja que no té subsidis propis. La primera font d'ingressos és la subvenció estatal, el Fonds de soutien à l'expression radiophonique (fons distribuït entre les 700 ràdios associatives de l'estat francès). La Région Occitanie i el Consell departamental dels Pirineus orientals aporten contribucions significatives. El suport a les activitats, la projecció de Catalunya a través de la programació general de la ràdio, han portat també la Generalitat de Catalunya a concedir-li subvencions regulars.

## Freqüències
Ràdio Arrels emet a través de quatre freqüències:
- Plana del Rosselló: 95.00 FM
- Conflent: 95.50 FM
- Vallespir: 88.20 FM
- Cerdanya i Capcir: 93.10 FM

I també per Internet.

## Premis[calcitació]
- 1985: Premi «Banque Populaire» per l'emissió «La festa de la poma al Conflent»
- 1991: Premi d'Honor Jaume I (concedit per la Fundació Jaume I)
- 1993: Premi a la Normalització Lingüística (concedit per l'A.D.A.C. de Girona)
- 1996: Creu de Sant Jordi
- 1997: Premi Gràfic (concedit pel Grup d'Animació de festes i correfocs de la Jonquera)
- 2001: Medalla de la Fidelíssima Vila de Perpinyà
- 2002: Premi Nacional de Radiodifusió
- 2004: Premi Nacional Lluís Companys
- 2006: Guardo Nacional del CIEMEN
- 2006: Premi Canigó (concedit per la Universitat Catalana d'Estiu)
- 2011: Premi Joan Coromines (concedit per la Coordinadora d'Associacions per la Llengua)
- 2016: Premi Gabriel Alomar (Obra Cultural Balear)
- 2016: Premi Ramon Casanovas per la seva tasca a favor de la llengua catalana a la Catalunya Nord (Òmnium Cultural del Vallès Oriental)
- 2022: Premi Martí Gasulla (concedit per la Plataforma per la Llengua)
- 2022: Premi Mossèn Albert Vives de periodisme (Òmnium Alt Urgell)
- 2024: Guardó Memorial Coll de Manrella
- 2024: Premi Ateneus de Comunicació Associativa pel programa Aires del Conflent

## Publicacions[calcitació]
- 1989: Edició del vídeo «Catalunya Nord a l'abast»
- 1992: Edició del llibre «Qui sem els catalans del nord»
- 1993: Edició del llibre «Roda la bola» recollint les cròniques radiofòniques de l'escriptor Pere Verdaguer
- 2002: Edició del CD «Jacquot, com feiem abans?» recollint les cròniques radiofòniques de Jaume Figuerola i Joan Lhéritier
- 2003: Edició del CD «Les veus de Catalunya Nord» recollint una mostra de la cançó nord-catalana
- 2005: Edició del CD «Veus poètiques de Catalunya Nord»
- 2006: Edició del CD «Gabriel Escarrà, poeta i pagès»
- 2007: Edició del CD «Entre tradició i modernitat» amb motiu del 40 aniversari de la Federació Sardanista del Rosselló
- 2021: Edició del llibre «40 anys d'Arrels, 40 anys d'un país»